# Brooklyn Hispano
El Brooklyn Hispano fue un equipo de fútbol de los Estados Unidos que jugó en la American Soccer League.

## Historia
Fue fundado en el año 1920 en la ciudad de Brooklyn como New York Hispano, y el equipo jugó en la Southern New York State Football Association, liga que ganó en dos ocasiones hasta que pasó a jugar en la Eastern Soccer League en 1929. Fue uno de los equipos de la refundación de la American Soccer League en 1933 y a mitad de la temporada se fusiona con el Brooklyn FC para formar a Brooklyn Hispano, asumiendo las estadísticas del Hispano.
Llegó a ser campeón de temporada regular en tres ocasiones, pero solo fue campeón de liga una vez, además de ganar la National Challenge Cup en dos ocasiones, ambas en los años 1940 y de manera consecutiva.
Participa en la National Challenge Cup por última vez en la temporada de 1948/49 y el club desaparece en 1956.

## Palmarés
- American Soccer League: 1

1942/43
- National Challenge Cup: 2

1943, 1944
- Southern New York State Football Association: 2

1927, 1930

## Temporadas
| Año     | División | Liga | Temporada Regular | Playoffs             | National Cup     |
| ------- | -------- | ---- | ----------------- | -------------------- | ---------------- |
| 1933/34 | N/A      | ASL  | 7.º               | No playoff           | Semifinales      |
| 1934/35 | N/A      | ASL  | 4.º               | No playoff           | Primera Ronda    |
| 1935/36 | N/A      | ASL  | 9.º               | No playoff           | Primera Ronda    |
| 1936/37 | N/A      | ASL  | 1.º, American     | Final                | Semifinales      |
| 1937/38 | N/A      | ASL  | 5.º, American     | No clasificó         | Primera Ronda    |
| 1938/39 | N/A      | ASL  | 4.º, American     | No clasificó         | Segunda Ronda    |
| 1939/40 | N/A      | ASL  | 7.º               | No playoff           | ?                |
| 1940/41 | N/A      | ASL  | 5.º               | No playoff           | ?                |
| 1941/42 | N/A      | ASL  | 4.º               | No playoff           | ?                |
| 1942/43 | N/A      | ASL  | 1.º               | Campeón (no playoff) | Campeón          |
| 1943/44 | N/A      | ASL  | 4.º               | No playoff           | Campeón          |
| 1944/45 | N/A      | ASL  | 8.º               | No playoff           | ?                |
| 1945/46 | N/A      | ASL  | 2.º               | No playoff           | ?                |
| 1946/47 | N/A      | ASL  | 3.º(t)            | No playoff           | ?                |
| 1947/48 | N/A      | ASL  | 10.º              | No playoff           | ?                |
| 1948/49 | N/A      | ASL  | 1.º(t)            | Primera Ronda        | Cuartos de final |
| 1949/50 | N/A      | ASL  | 8.º               | No playoff           | ?                |
| 1950/51 | N/A      | ASL  | 9.º               | No playoff           | ?                |
| 1951/52 | N/A      | ASL  | 8.º               | No playoff           | ?                |
| 1952/53 | N/A      | ASL  | 4.º               | No playoff           | ?                |
| 1953/54 | N/A      | ASL  | 4.º               | No playoff           | ?                |
| 1954/55 | N/A      | ASL  | 2.º               | No playoff           | ?                |
| 1955/56 | N/A      | ASL  | 8.º               | No playoff           | ?                |

## Jugadores

### Jugadores destacados
| - Joe Maca | - Adelino Gonsalves |